# Mozilla
Mozilla (стилизовано как moz://a) — сообщество, созданное в 1998 году членами Netscape, занимающееся созданием свободного программного обеспечения. Сообщество использует, разрабатывает, распространяет и поддерживает продукты Mozilla, содействуя тем самым распространению исключительно свободного программного обеспечения и открытых стандартов, лишь с незначительными исключениями. Сообщество поддерживается Mozilla Foundation и его дочерней компанией Mozilla Corporation.
Mozilla выпускает множество продуктов, таких как веб-браузер Firefox, клиент электронной почты Thunderbird, мобильный браузер Firefox Mobile, мобильная операционная система Firefox OS, система отслеживания ошибок Bugzilla, Firefox Focus, приватный веб-браузер для iOS и Android, и другие проекты.

## Продукты

### Firefox
Firefox — свободный веб-браузер, флагманский программный продукт сообщества. Он доступен в двух версиях: для компьютера и мобильного телефона. Firefox использует движок Gecko для отображения веб-страниц, который реализует текущие и ожидаемые веб-стандарты. По состоянию на конец 2015 года, Firefox имеет около 10-11% доли на мировом рынке браузеров, что делает его четвёртым наиболее используемым браузером.
Firefox изначально задумывался в качестве экспериментального проекта Дейвом Хайяттом, Джо Хьюиттом и Блейком Россом. Они верили, что коммерческие требования к Netscape от спонсорства и разработчиков управляемых функций ползучести ставят под угрозу полезность браузера Mozilla. Для борьбы с тем, что они видели в период работы над Mozilla Suite, они создали автономный браузер, с помощью которого они намеревались заменить Mozilla Suite.
Firefox первоначально был назван Phoenix, но название было изменено таким образом, чтобы избежать конфликтов с торговой маркой Phoenix Technologies. Объявленное наименование, Firebird, вызвало возражение со стороны Firebird-сообщества. Сегодняшнее название, Firefox, было выбрано 9 февраля 2004 года.

### Firefox Mobile
Firefox Mobile (кодовое название Fennec) — мобильная версия браузера Mozilla Firefox для мобильных устройств, таких как смартфоны и планшетные компьютеры.
Мобильный Firefox использует тот же браузерный движок, что и Mozilla Firefox — Gecko. Например, в версии 1.0 используется тот же движок, что и в Firefox 3.6, а в следующем выпуске (4.0) - общий код ядра с Firefox 4.0. Его функции включают в себя поддержку HTML5, Firefox Sync, возможность устанавливать дополнения, вкладки.
В настоящее время браузер доступен на iOS и Android, устройств с архитектурами ARMv7, ARMv8 или x86.

### Firefox OS
Firefox OS — операционная система с открытым исходным кодом, которая развивалась с помощью сообщества Mozilla, помощь которого была направлена на поддержку HTML5-приложений, написанных по технологии «открытый веб». Концепцией Firefox OS была доступность пользователю возможности установки программного обеспечения с HTML5, который использует Open Web API, доступ к оборудованию телефона непосредственно с помощью JavaScript. 27 сентября 2016 года компания Mozilla разослала уведомления о том, что прекращает работу над проектом Firefox OS; существующие наработки переданы opensource-сообществу.
Преемниками Firefox OS являются: разработанная сообществом B2G OS, H5OS разработки Acadine Technologies, KaiOS от KaiOS Technologies и My Home Screen от Panasonic.

### Firefox Send
Firefox Send — бесплатная онлайн-услуга, позволяющая пересылать файлы до 2,5 гигабайт.
Сервис закрыт 17 сентября 2020 года.

### Thunderbird
Mozilla Thunderbird — свободный, кросс-платформенный почтовый клиент с открытым исходным кодом, разработанный добровольцами сообщества Mozilla.
16 июля 2012 года Митчелл Бейкер заявила, что руководство компании Mozilla пришло к выводу, что постоянная стабильность не была самым главным для Thunderbird и что инновации в приложении больше не являются приоритетом для Mozilla. Бейкер также предположила, что Mozilla предоставит путь для сообщества к новаторству для Thunderbird, если сообщество выберет этот путь.

### SeaMonkey
SeaMonkey (ранее Mozilla Application Suite) — свободный и открытый кросс-платформенный набор интернет-компонентов программного обеспечения с открытым исходным кодом, который включает в себя браузер, клиент для отправки и получения электронной почты и USENET-сообщений, группой новостей, редактором HTML (Mozilla Composer) и IRC-клиент ChatZilla.
10 марта 2005 года Mozilla Foundation объявила, что не будет выпускать любые официальные версии Mozilla Suite выше 1.7.x, так как в настоящее время она сосредоточена на автономных приложениях Firefox и Thunderbird. SeaMonkey теперь поддерживается SeaMonkey Council, который является владельцем товарного знака «SeaMonkey» с поддержкой от Mozilla Foundation, которая предоставляет хостинг для разработчиков SeaMonkey.

### Bugzilla
Bugzilla — свободная система отслеживания ошибок, которая была выпущена в качестве программного обеспечения с открытым исходным кодом с помощью Netscape Communications в 1998 году, и в настоящее время поддерживается сообществом Mozilla. Система была принята различными организациями, в том числе Mozilla Foundation, разработчиками ядра Linux, GNOME, KDE, Red Hat, Novell, Eclipse и LibreOffice, для использования в качестве системы отслеживания ошибок как свободное и открытое программное обеспечение и источник создания собственных проектов и продуктов.

### Компоненты

#### NSS
Network Security Services (NSS) содержит набор библиотек, предназначенных для поддержки кросс-платформенной разработки клиентских и серверных приложений безопасности с поддержкой. NSS обеспечивает полную реализацию с открытым исходным кодом криптографических библиотек, поддерживающих SSL и S/MIME. NSS ранее имел три лицензии: Mozilla Public License 1.1, GNU General Public License и GNU Lesser General Public License, но затем получил лицензию GPL-совместимую MPL 2.0.
AOL, Red Hat, Sun Microsystems/Oracle, Google и другие компании и индивидуальные разработчики имеют совместные разработки NSS и используют его в широком спектре продуктов не от Mozilla, включая Evolution, Pidgin и Apache OpenOffice.

#### SpiderMonkey
SpiderMonkey — оригинальный движок JavaScript, разработанный программистом Netscape Бренданом Эйхем во время изобретения им JavaScript в 1995 году. Движок стал частью семейства продуктов Mozilla, когда Mozilla унаследовала базовый код Netscape в 1998 году. В 2011 году Эйх передал номинальное владение кодом и проектом SpiderMonkey Дейву Манделину.
SpiderMonkey — кросс-платформенный движок, написанный на C++, который реализует стандарт ECMAScript, разработанный с помощью JavaScript. Содержит интерпретатор, несколько JIT-компиляторов, декомпилятор и сборщик мусора. Продукты, которые включают в себя встроенный SpiderMonkey: Firefox, Thunderbird, SeaMonkey и многие другие приложения, не относящиеся к проекту Mozilla.

#### Rhino
Rhino — открытый движок JavaScript с исходным кодом под управлением Mozilla Foundation, полностью разработанный на Java. Rhino преобразует скрипты JavaScript в Java-классы. Rhino работает в скомпилированном и интерпретированном режиме.

#### Gecko
Gecko — браузерный движок, который поддерживает веб-страницы, написанные с использованием HTML, SVG и MathML. Gecko написан на C++ и использует NSPR для независимости от платформы. Его исходный код распространяется под лицензией Mozilla Public License.
Firefox использует Gecko как для рендеринга веб-страниц, так и для его визуализации пользовательского интерфейса. Gecko также используется в Thunderbird, SeaMonkey и во многих приложениях, не относящихся к Mozilla.

#### Rust
Rust — компилируемый язык программирования, разрабатываемый Mozilla Research. Он предназначен для обеспечения безопасности, параллелизма и производительности. Rust предназначен для создания большого и сложного программного обеспечения, которое должно быть быстрым и безопасным от эксплойтов.
Rust используется в экспериментальном движке Servo, который разработан Mozilla и Samsung. Servo пока не используется в каких-либо ориентированных на потребителя браузерах. Тем не менее, разработчики проекта ради разработки частей исходного кода Servo вошли в состав команд по разработке Gecko и Firefox.

#### XULRunner
XULRunner — экспериментальная программная платформа и технология Mozilla, которая позволяет приложениям, созданным с теми же технологиями, работать в качестве настольных приложений, не требуя установки Firefox на машину пользователя. Исполняемые файлы XULRunner поддерживаются такими ОС как Windows, GNU/Linux и OS X, благодаря этому такие приложения являются кросс-платформенными.

#### pdf.js
Pdf.js — библиотека, разработанная Mozilla, которая позволяет отображать в браузере PDF-документы с использованием HTML5, Canvas и JavaScript. Библиотека включена по умолчанию в последних версиях Firefox, позволяя браузеру отображать PDF-документы, не требуя подключения внешнего модуля; доступен отдельно как расширение под названием "PDF Viewer" для Firefox на Android, SeaMonkey и версий Firefox, которые не имеют встроенной эту библиотеку. Она также может быть включена как часть скриптов веб-сайта, чтобы позволить отобразить PDF-документ любым браузером, в составе которого имеются необходимые функции HTML5 и JavaScript.

#### Shumway
Shumway — флэш-плеер с открытым исходным кодом, разрабатываемый Mozilla с 2012 года, с использованием открытых веб-технологий в качестве замены Flash-технологий Adobe Flash Player. Он использует JavaScript и HTML5 Canvas — элементы для рендеринга флэш-памяти и выполнения ActionScript. Разработка прекращена.

## Сообщество
Mozilla обладает достаточно большим сообществом по всему миру. Фактически, принять участие в поддержке и распространении продуктов организации может абсолютно каждый. Согласно их официальному сайту; заинтересованным участникам предлагается поработать над локализацией ПО, улучшении кодовой базы а также активно отвечать на вопросы пользователей на форумах и сайте поддержки. Ознакомиться со всеми возможностями волонтёрства можно на официальном портале сообщества.